# Erik Westberg
För andra betydelser, se Erik Westberg (olika betydelser).
Lars Erik Westberg, född 1 september 1956 i Stockholm, är en svensk professor och dirigent.

## Biografi
Westberg studerade dirigering för Eric Ericson vid Musikhögskolan i Stockholm, där han från 1976 till 1987 genomgick utbildningarna till musiklärare, körpedagog, ensembleledare och dirigent.
Westberg har varit ledare för bland andra KFUM-kören i Stockholm och Oslo Filharmoniske kor, Sveriges Ungdomskör samt har varit gästdirigent för Radiokören. Utanför Norden har han anlitats som gästdirigent för Pro Coro Canada, Coro Nacional de España, Coro Sinfônica do Estado de São Paulo i Brasilien, Jauna Muzika i Litauen samt 1997 som Artist in residence vid Wollongong University i Australien. Westberg var idégivare till projektet Körsång för fred och rättvisa vid millennieskiftet 2000, där 8 000 körsångare i 56 länder deltog. Evenemanget hördes och sågs av den dittills största TV-publiken någonsin för ett musikevenemang.
Han har genomfört ett 60-tal turnéer i Europa, Nordamerika, Sydamerika och Asien med Musikhögskolans kammarkör och Erik Westbergs Vokalensemble. Med denna vokalensemble har han uruppfört ett 40-tal verk av bland andra B. Tommy Andersson, Gunnar Eriksson, Mats Larsson Gothe, Jan Sandström, Sven-David Sandström och Arvo Pärt.
Tillsammans med Benny Andersson, Orsa spelmän och Gunnar Idenstam ledde Erik Westberg Musikhögskolan i Piteås kammarkör när de uruppförde Benny Anderssons specialskrivna verk En skrift i snön (med text av Kristina Lugn) under invigningen av Orgel Acusticum vid Luleå tekniska universitet. Han initierade Barents körcentrum som 2003 invigdes av kulturminister Marita Ulvskog med medverkan av bland andra Barents kammarkör, en professionell kör bestående av sångare från Norge, Sverige, Finland och Ryssland.
Sedan 1990 är Westberg huvudsakligen verksam vid Musikhögskolan i Piteå, Luleå tekniska universitet där han sedan 2003 är professor i kördirigering och körsång.
År 2008 valdes Westberg till ledamot av Kungliga Musikaliska Akademien.

## Dirigentuppdrag
- KFUM-kören i Stockholm (1982–1987)
- Oslo Filharmoniske kor (1987–1989)
- Musikhögskolans kammarkör (Piteå) (1990-2025)
- Erik Westbergs Vokalensemble (1993-)
- Barents kammarkör, Barents Vokalensemble (2003–2007)
- Sveriges Ungdomskör (2018-2021)
- Arctic Male Voices (2018)

## Priser och utmärkelser
- 1988 – Sverige-Amerika Stiftelsens utlandsstipendium
- 1990 – Högskolan i Luleås pris som årets lärare för ”hans förnämliga insats till gagn för grundutbildningen”
- 1992 – Kungliga Musikaliska Akademiens dirigentstipendium
- 1993 – Norrbymedaljen
- 1997 – Norrländska Socialdemokratens kulturpris
- 1999 – Årets körledare
- 2002 – Piteå kommuns kulturpris
- 2005 – Norrbottensakademiens SKUM-pris
- 2005 – Rosenborg-Gehrmans körstipendium
- 2006 – H.M. Konungens medalj i guld av 8:e storleken i Serafimerordens band
- 2008 – Ledamot av Kungliga Musikaliska Akademien
- 2009 – Stiftelsen för internationalisering av högre utbildning och forsknings Excellence in Teaching-stipendium
- 2016 – Heders- och förtjänststipendium, Norrbottens läns landsting för "mångårig, värdefull insats för kulturlivet i Norrbotten."
- 2017 – Landshövding Kari Marklunds stipendium
- 2018 – Utmärkelsen "Piteå Walk of Fame"
- 2020 – Interpretpriset till Erik Westbergs Vokalensemble av Föreningen Svenska Tonsättare (FST)
- 2023 – Utmärkelsen/NOR-medaljen "För nit och redlighet i rikets tjänst"

## Diskografi
- 1994 – En hälsning från Musikhögskolan i Piteå, Musikhögskolans kammarkör, m.fl., Högskolan i Luleå
- 1995 – Fancy's Child, Pro Coro Canada, dirigenter Eric Ericson och Erik Westberg, Arktos
- 1996 – Musica Sacra, Erik Westbergs Vokalensemble, Mattias Wager, orgel, Anders Paulsson, sopransaxofon, Opus3
- 1999 – Den blomstertid nu kommer, Musikhögskolans kammarkör, Musikhögskolan i Piteå
- 2000 – Across the Bridge of Hope, Erik Westbergs Vokalensemble, Carmina Slovenica (Slovenien), Pritcha, Tatarstan (Ryssland), Luleå tekniska universitet
- 2002 – Across the Bridge of Hope, Erik Westbergs Vokalensemble, Opus3
- 2003 – Music for a While, Musikhögskolans kammarkör, Musikhögskolan i Piteå
- 2004 – A Star is Shining, Erik Westbergs Vokalensemble, Mattias Wager, orgel, Anders Åstrand och Daniel Saur, slagverk, Daniel Pettersson, nyckelharpa, Opus3
- 2005 – In Concert, Barents International Chamber Choir, Caprice
- 2007 – En ny himmel, Musikhögskolans kammarkör, Markus Rupprecht, orgel, Musikhögskolan i Piteå
- 2009 – Peterson-Berger, (dubbel-CD) Erik Westbergs Vokalensemble, Musikhögskolans kammarkör, Naxos
- 2009 – Shiloh, Erik Westbergs Vokalensemble, band, orkester m.fl., Usiogope
- 2010 – Korall, Musikhögskolans kammarkör, dirigenter Anders Nyberg och Erik Westberg, Peace of Music
- 2010 – Pater Cælestis – Terra Mater – Vox Humana (trippel-CD-, Erik Westbergs Vokalensemble, Matti Hirvonen (piano), Lars Nilsson (orgel), Mårten Landström (piano), David Wahlén (ackordeon), Studio Acusticum
- 2012 – Arabesques, Erik Westbergs Vokalensemble, Norrbotten NEO, dirigent Erik Westberg, Studio Acusticum Records
- 2013 – Dreamlike, Erik Westbergs Vokalensemble, Helge Kjekshus, piano, dirigent Erik Westberg, Studio Acusticum Records
- 2014 – Acqua Alta, Serikon, konstnärlig ledare Daniel Stighäll, dirigent Erik Westberg, Footprint Records
- 2014 – Originals, Erik Westbergs Vokalensemble, Mattias Wager, orgel, Carl-Henrik Fernandi, saxofon, Studio Acusticum Records
- 2015 – To See a World, Musikhögskolans kammarkör, Gabriel Kopparmark (piano), Studio Acusticum Records
- 2015 – Vita Nuova, Erik Westbergs Vokalensemble, Mattias Wager (orgel), Daniel Saur (slagverk), Studio Acusticum Records
- 2017 – Chorus Gloriosus, Erik Westbergs Vokalensemble, Helena Holmlund (orgel), Studio Acusticum Records
- 2018 – Amor Vita Mors, Erik Westbergs Vokalensemble, Studio Acusticum Records
- 2019 – The Voice of the Viola, Erik Westbergs Vokalensemble, Kim Hellgren, viola, Studio Acusticum Records
- 2019 – A Voice for Humanity, Sveriges Ungdomskör, Studio Acusticum Records
- 2020 – J. S. Bach – Mässa i h-moll (Vinyl), Studio Acusticum Records
- 2021 – Andreas Hallén – Missa Solemnis, Erik Westbergs Vokalensemble, solokvartett, orgel, piano, celesta, Naxos/Swedish Society
- 2021 – Örjan Fahlström – POESIS – Norrbotten Big Band, Erik Westbergs Vokalensemble, Naxos/Swedish Society
- 2021 – Lyssna till jorden [EP]. Sveriges Ungdomskör. UNGiKÖR
- 2022 – SÁPMIE – Frode Fjellheim (jojk, synt), Katarina Barruk (jojk/solo), David Wahlén (ackordeon), Erik Westbergs Vokalensemble, Naxos/Swedish Society
- 2022 – The Cloud of Unknowing – Markus Wargh & Aaron Sunstein (orgel), Kim Hellgren (viola), Erik Westbergs Vokalensemble, Naxos/Swedish Society
- 2022 – Papillon – Hugo Alfvén, works for mixed choir a cappella  Erik Westbergs Vokalensemble, Naxos/Swedish Society
- 2024 – Longing – Between Silence and Song is Love  Erik Westbergs Vokalensemble, Naxos/Swedish Socie
- 2024 – Staffan Storm – Choral Works Kim Hellgren, viola, Daniel Saur, percussion, Erik Westbergs Vokalensemble, Naxos/Swedish Society